# Министерство на финансите на САЩ
Министерството на финансите на САЩ (на английски: United States Department of the Treasury) е един от изпълнителните департаменти на САЩ.
Създадено е още през 1789 година. През 2007 година служителите на министерството са 115 хил. души, бюджетът му надхвърля 11 млрд. долара.
Във функциите на министерството влизат:
- определяне и провеждане на икономическата и парична политика на САЩ
- регулиране на вноса и износа
- контролиране на банковите и финансови организации
- събиране на налози
- печатане на банкноти и сечене на монети